# Episodi di Missione impossibile (terza stagione)
La terza stagione della serie televisiva Missione impossibile è stata trasmessa negli Stati Uniti dalla CBS dal 29 settembre 1968 al 20 aprile 1969.
| nº | Titolo originale          | Titolo italiano         | Prima TV USA      | Prima TV Italia |
| -- | ------------------------- | ----------------------- | ----------------- | --------------- |
| 1  | The Heir Apparent         |                         | 29 settembre 1968 |                 |
| 2  | The Contender, Part 1     |                         | 6 ottobre 1968    |                 |
| 3  | The Contender, Part 2     |                         | 13 ottobre 1968   |                 |
| 4  | The Mercenaries           |                         | 27 ottobre 1968   |                 |
| 5  | The Execution             |                         | 10 novembre 1968  |                 |
| 6  | The Cardinal              | Il cardinale            | 17 novembre 1968  |                 |
| 7  | The Elixir                | L'eterna giovinezza     | 24 novembre 1968  |                 |
| 8  | The Diplomat              | Il corriere             | 1º dicembre 1968  |                 |
| 9  | The Play                  | Gioco d'azzardo         | 8 dicembre 1968   |                 |
| 10 | The Bargain               | L'affare                | 15 dicembre 1968  |                 |
| 11 | The Freeze                | Congelamento            | 23 dicembre 1968  |                 |
| 12 | The Exchange              | Lo scambio              | 4 gennaio 1969    |                 |
| 13 | The Mind of Stefan Miklos | La mente di Stefan      | 12 gennaio 1969   |                 |
| 14 | The Test Case             | L'esperimento           | 19 gennaio 1969   |                 |
| 15 | The System                | Il sistema              | 26 gennaio 1969   |                 |
| 16 | The Glass Cage            | La gabbia di vetro      | 2 febbraio 1969   |                 |
| 17 | Doomsday                  | Il giorno del giudizio  | 16 febbraio 1969  |                 |
| 18 | Live Bait                 | L'esca                  | 23 febbraio 1969  |                 |
| 19 | The Bunker, Part 1        | Il Nascondiglio parte 1 | 2 marzo 1969      |                 |
| 20 | The Bunker, Part 2        | Il Nascondiglio parte 2 | 9 marzo 1969      |                 |
| 21 | Nitro                     | Nitroglicerina          | 23 marzo 1969     |                 |
| 22 | Nicole                    | Nicole                  | 30 marzo 1969     |                 |
| 23 | The Vault                 | La cassaforte           | 6 aprile 1969     |                 |
| 24 | Illusion                  | Illusione               | 13 aprile 1969    |                 |
| 25 | The Interrogator          | L'inquisitore           | 20 aprile 1969    |                 |